# 1986年日本

## 政府
- 天皇：裕仁
- 內閣總理大臣：中曾根康弘

## 大事記
- 1月6日，鹿兒島市受大雪襲擊，厚度達到了20釐米。
- 1月26日，新潟縣權現山大字柵口地區發生了雪崩，據防災署的報告，致13人死亡，9人受傷。[1]
- 2月11日，静岡縣東伊豆町一酒店起火，據官方的報告，致24人死亡。
- 3月23日，東京地區的大雪引發了新宿線 (西武鐵道)上一場火車相撞。
- 3月28日，日本與不丹建交。
- 4月，平權僱用法開始實行，禁止了職業教育、附加權益、退休和辭職方便的性別歧視，鼓勵各類企業給予女性同等的聘用、工作分派和晉升機會。
- 7月6日，第38屆日本眾議院議員總選舉及第14屆日本參議院議員通常選舉同時進行投開票。為史上第二次、也是至今最近一次的眾參同日選舉（日语：衆参同日選挙）。
- 7月22日，中曾根康弘的第三屆內閣公布。
- 8月5日，大暴雨，阿武隈川爆發的洪水襲擊了福島縣周邊地區，據防災署的報告，致20人死亡，107人受傷。
- 9月6日，土井多賀子成為日本社會黨主席以及日本史上首位女性政黨黨首。
- 12月9日，北野武及其團隊因攻擊《週五》雜誌的編輯被逮捕。

## 出生
- 2月10日——市川由衣，女演員、歌手
- 2月19日——嘉那蕾音，言語、模特
- 2月28日——三瓶由布子，聲優
- 4月1日——宮本駿一，歌手、聲優
- 7月1日——岩崎諒太，歌手、聲優
- 9月17日——松岡禎丞，配音員
- 9月30日——酒井廣大，配音員
- 10月29日——柚木蒂娜，AV女優
- 12月28日——渡邊愛未，女歌手

## 逝世
- 1月24日——稲田正純，皇軍中將（1896年出生）
- 2月21日——泉重千代，超級人瑞（1865年?或1880年?出生）
- 2月24日——藤原岩市（英语：Iwaichi Fujiwara），自衛隊中將（1908年出生）
- 4月8日，偶像、女歌手岡田有希子（1967年出生）自殺。
- 5月13日——北野政次，731部队的隊長、陸軍軍醫中將勲三等醫學士（1864年出生）
- 7月31日——杉原千畝，外務省官員、「日本的辛德勒」（1864年出生）
- 10月25日，數學家淡中忠郎（1908年出生）卒於東京。
- 11月12日——圓地文子，作家（1905年出生）
- 11月26日——高川格，圍棋棋手（1915年出生）
- 12月25日——梅沢浜夫（英语：Hamao Umezawa），科學家，發現了幾種抗微生物藥物（英语：Antimicrobial）和酶抑制剂（1914年出生）